# Closer to Heaven
 (janvier 2015).
Si vous disposez d'ouvrages ou d'articles de référence ou si vous connaissez des sites web de qualité traitant du thème abordé ici, merci de compléter l'article en donnant les références utiles à sa vérifiabilité et en les liant à la section « Notes et références ».
Albums de Pet Shop Boys
Nightlife
(1999) Release
(2002)
Closer To Heaven (Original Cast Recording) est la version studio de la comédie musicale éponyme Closer to Heaven (en) composée par les Pet Shop Boys, éditée le 8 octobre 2001 et produite en collaboration avec Stephen Hague (en).
La comédie musicale est, initialement, jouée du 31 mai au 13 octobre de la même année au Arts Theatre de Londres. Une seconde production a lieu du 8 au 18 juin 2005 au Visy Theatre de Brisbane, en Australie.

## Présentation
La plupart des chansons apparaissant dans Closer to Heaven sont spécifiquement écrites pour la comédie musicale car Neil Tennant et Chris Lowe ne souhaitent pas produire une comédie musicale juke-box dans la veine de Mamma Mia ! ou We Will Rock You.
Cependant, les versions originales de In denial, Vampires et Closer to heaven sont publiées sur l'album Nightlife des Pet Shop Boys, en 1999. Par ailleurs, Nightlife est enregistré alors qu'ils composent la comédie musicale et, à l'origine, plus de morceaux de l'album devait apparaître dans le spectacle.
L'enregistrement original et chanson la plus ancienne est Shameless, qui apparaît, initialement, en tant que face B de Go West en 1993.

### Singles, démos et remixes
Il est prévu de publier Positive role model, tel que chanté par Paul Keating, en tant que single avant l'édition de l'album. Des remixes des DJ Almighty et Fergie sont commandés pour être utilisés sur ce single mais son édition est, finalement, annulée lorsque la production londonienne du spectacle se termine. Ces remixes restent inédits bien que le remix d'Almighty ait été disponible, pour une courte période, sur le site des Pet Shop Boys et qu'une édition de celui de Fergie soit apparue sur la compilation dance Headliners:03 en 2001.
Un single, en édition limitée, de Run girl run de Billie Trix, chanson basée sur l'icône de la photographie de la guerre du Viêt Nam, Phan Thị Kim Phúc, est disponible lors des dernières représentations. Le CD à deux pistes présente deux versions du morceau dont des extraits courts peuvent être entendus dans K-Hole. Les versions présentées sont Run girl run (Original 1971 single version) et Run girl run (1981 post-apocalyptic nightmare mix).
Pendant l'enregistrement de l'album Nightlife, Neil Tennant et Chris Lowe écrivent, pour la comédie musicale, de nombreuses chansons qui ne sont, pourtant, pas retenues pour l'édition définitive. Quelques-unes de ces chansons sont sorties en tant que face B sur des singles des Pet Shop Boys (tel que le titre Nightlife, face B de Home and Dry, sorti en 2002) ou sont mises à disposition sur le site internet du groupe, mais beaucoup restent, cependant, encore inédites.
Ces chansons incluent Tall Thin Men, The Night Is The Time To Explore Who You Are, You've got to start somewhere et Little Black Dress. Ce dernier titre est repris par le duo de chanteuses suédoises West End Girls, publié en single en 2009.

## Liste des titres
Toutes les paroles sont écrites par Jonathan Harvey (en).
| 1.    | My night                                                                                            | Neil Tennant, Chris Lowe                               | Billie Trix et la troupe      | 3:54 |
| 2.    | Something special                                                                                   | Tennant, Lowe                                          | Straight Dave                 | 3:21 |
| 3.    | Closer to heaven                                                                                    | Tennant, Lowe                                          | Shell et Straight Dave        | 3:35 |
| 4.    | In denial                                                                                           | Tennant, Lowe                                          | Vic et Shell                  | 2:15 |
| 5.    | Call me old-fashioned                                                                               | Tennant, Lowe                                          | Bob Saunders                  | 3:59 |
| 6.    | Nine out of ten                                                                                     | Tennant, Lowe                                          | Shell et Straight Dave        | 3:37 |
| 7.    | It's just my little tribute to Caligula, darling!                                                   | Tennant, Lowe                                          | Billie Trix et Billie's Babes | 3:25 |
| 8.    | Hedonism                                                                                            | Tennant, Lowe                                          | Instrumental                  | 2:48 |
| 9.    | Friendly fire                                                                                       | Tennant, Lowe                                          | Billie Trix                   | 2:58 |
| 10.   | Shameless                                                                                           | Tennant, Lowe                                          | Vile Celebrities              | 3:16 |
| 11.   | Vampires                                                                                            | Tennant, Lowe                                          | Vic et Billie Trix            | 4:37 |
| 12.   | Closer to heaven                                                                                    | Tennant, Lowe                                          | Straight Dave et Mile End Lee | 3:47 |
| 13.   | Out of my system                                                                                    | Tennant, Lowe                                          | Shell et Billie's Babes       | 4:49 |
| 14.   | K-Hole                                                                                              | Tennant, Lowe                                          | Billie Trix                   | 3:38 |
| 15.   | For all of us                                                                                       | Tennant, Lowe                                          | Straight Dave                 | 4:11 |
| 16.   | Closer to heaven                                                                                    | Tennant, Lowe                                          | Straight Dave                 | 1:23 |
| 17.   | Positive role model (contient un sample de Barry White, You're the first, the last, my everything.) | Tennant, Lowe, Barry White, Tony Sepe, Peter Radcliffe | Straight Dave                 | 4:36 |
| 60:09 | |                                                        |                               |      |

## Crédits
| - Neil Tennant, Chris Lowe : musique - Chris Nightingale : claviers (additionnel) Rôles et interprétation des morceaux dans la comédie musicale - Billie Trix : Frances Barber - Billie's Babes : Akiya Henry, Amanda Valentine, C. Jay Ranger, Jo Cavanagh, Louie Spence, Marcos White, Mark John Richardson, Mark Stanway, Richard Roe - Bob Saunders : Paul Broughton - Flynn : David Langham - Mile End Lee : Tom Walker - Shell Christian : Stacey Roca - Straight Dave : Paul Keating - Vic Christian : David Burt | - Production : Pet Shop Boys, Stephen Hague - Composition, arrangements : Neil Tennant, Chris Lowe - Arrangements (additionnels), supervision musicale : Chris Nightingale - Ingénierie : Graeme Stewart, James Brown - Mixage : Bob Kraushaar - Enregistrement (assistants) : Ben Thackeray (Mayfair Studios), Dan Grech-Marguerat, Raj Das (RAK Studios) - Programmation : Chris Nightingale, Chuck Norman, Pete Gleadall (Original programming) - A&R (It Records) : Tristram Penna - Photographie : Alastair Muir, Paul Wesley Griggs - Livret d'album : Richard Smith, Jonathan Harvey |